# Arnaud de Lingua de Saint-Blanquat
Arnaud de Lingua de Saint-Blanquat, né le 11 juin 1779 à Saint-Lizier, où il est mort le 19 juillet 1864, est un homme politique français.

## Biographie
Fils de Jean de Lingua de Saint-Blanquat, député suppléant de la noblesse pour le pays de Couserans assemblé à Saint-Girons, et de Honorine de Panetier[réf. à confirmer], il entre dans l'administration le 30 août 1816 comme conseiller de préfecture à Foix.
Il est préfet du Gers de 1824 à 1828, puis de la Dordogne de 1828 à 1830.
Député de l'Ariège de 1821 à 1831, il siège parmi la majorité ministérielle.
Il est chevalier de la Légion d'honneur.